# Catedral de la Anunciación de Santa María (Atenas)
La catedral de la Anunciación de Santa María también conocida como la catedral metropolitana de Atenas (en griego: Καθεδρικός Ναος Ευαγγελισμού της Θεοτόκου) es una iglesia ortodoxa, también conocida popularmente como Mitrópoli. Está situada en la plaza de Mitropólis del barrio de Plaka en el centro histórico de Atenas.

## Edificio

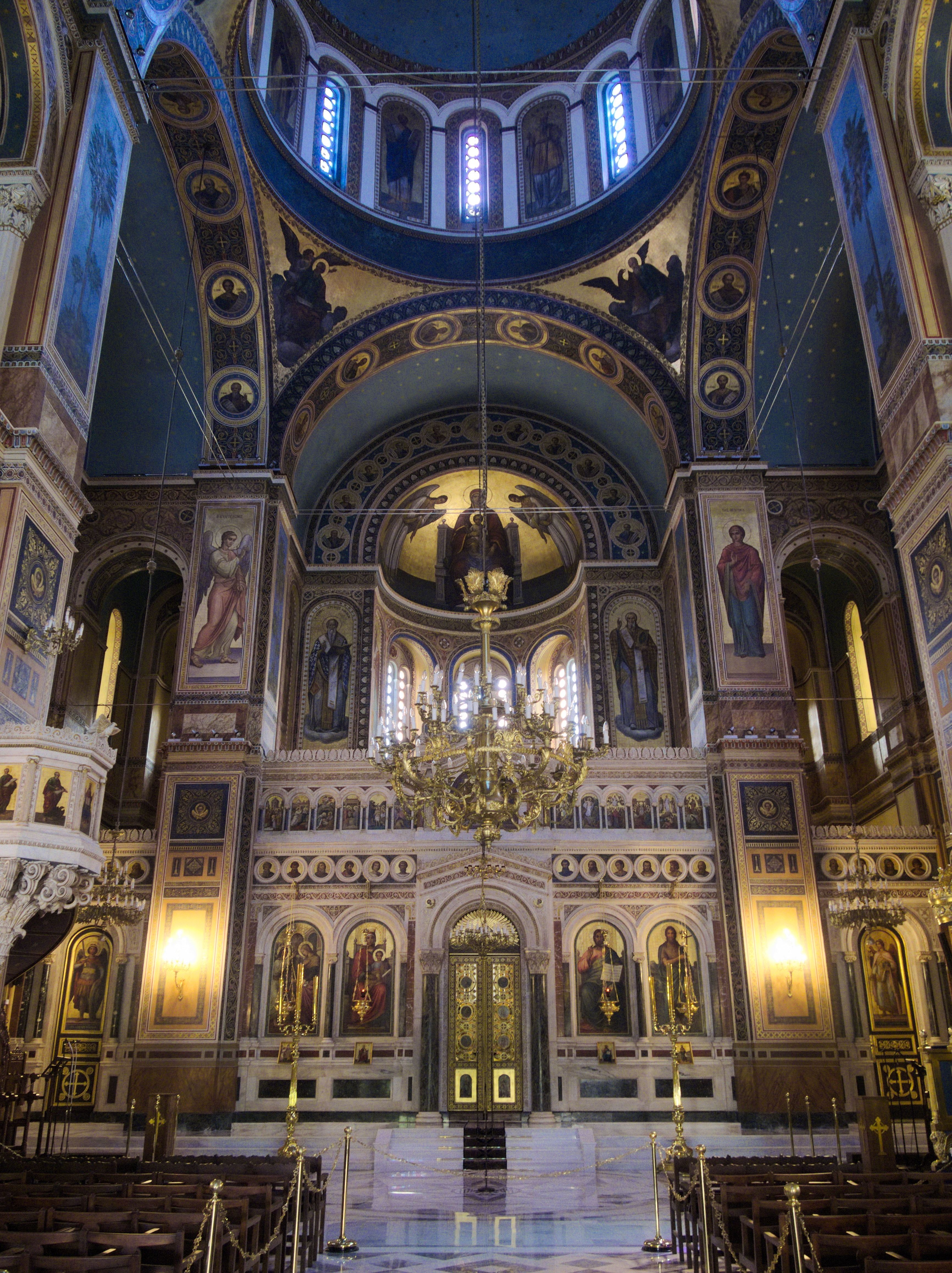
Interior

La construcción comenzó en la Navidad de 1842, con la colocación de la primera piedra por parte del rey Otón I de Grecia y su consorte, la duquesa Amalia de Oldemburgo. El material para la construcción procedió de antiguas demoliciones de setenta y dos iglesias, y las obras se prolongaron durante veinte años. Fue consagrada el 21 de mayo de 1862, y dedicada a la Anunciación.
El templo fue construido en cuatro fases. El arquitecto austriaco-danés Theophil von Hansen preparó los primeros planos, en los  se basó la parte del edificio hasta la altura de la primera fila de ventanas. Luego, en 1843, el trabajo se detuvo debido a problemas financieros. Tres años más tarde, se hizo cargo Dimitrios Zezos, presentando el elemento griego-bizantino. Después de su muerte en 1857 , el municipio de Atenas le pidió al arquitecto francés Francois Boulanger que continuara la construcción. Boulanger trabajó con Panagiotis Kalkos, quien fue responsable de llevar a cabo los trabajos de construcción. Se utilizó material de las iglesias bizantinas en ruinas para construir la catedral. Los frescos en el interior, obra de Spyridon Giallinas y Alexander Seitz, siguen la tradición bizantina, mientras que la decoración pertenece al pintor Konstantinos Fanellis de Smyrna.
Los elementos arquitectónicos escultóricos, los capiteles y el púlpito fueron diseñados por el escultor Georgios Fitalis. Las numerosas diferencias estilísticas durante la construcción condujeron a un carácter arquitectónico indeterminado, que es particularmente visible si se compara la catedral con la iglesia de Agios Eleftherios Gorgoepikos, justo al lado. Por lo general, la parte inferior del edificio, diseñada por Hansen, parece más pequeña que el resto del edificio.
La planta está constituida por tres naves, separadas por columnas dobles bajo arcos, y rematada por una cúpula. En su interior se encuentran dos tumbas de santos mártires de la Iglesia ortodoxa griega, asesinados por los turcos durante su ocupación en Grecia: santa Filotea de Atenas (patrona de la ciudad) y el patriarca de Constantinopla, Gregorio V. La decoración interior es rica en iconos, en especial el hermoso iconostasio. 
El 14 de mayo de 1962, la princesa Sofía de Grecia se casó en la catedral con el heredero al trono español, Juan Carlos de Borbón y Borbón.
El 18 de septiembre de 1964, la Catedral vivió su máximo esplendor, al contraer matrimonio el entonces rey Constantino II de Grecia, con la princesa danesa, Ana María, a la que asistieron representantes de todas la casas reales europeas y árabes. Fue la única boda de un Rey de Grecia celebrada en la Catedral. 
Tras  el Terremoto de Atenas de 1999 la iglesia fue sometida a obras de restauración.